# Volksbank Kurpfalz
Die Volksbank Kurpfalz eG ist eine Genossenschaftsbank mit dem Geschäftsgebiet in der Kurpfalz. Der Hauptsitz ist Heidelberg und das Filialnetz erstreckt sich von Hemsbach im Norden bis Leimen im Süden. Hauptzweck und Aufgabe der Genossenschaft ist die wirtschaftliche Förderung und Betreuung ihrer Mitglieder (§ 2 der Satzung).

## Geschichte
Die Bank wurde im März 1858 als Vorschussverein in Heidelberg unter Federführung des Geschäftsmanns Eduard Pickford gegründet. Nach Karlsruhe war dies der zweite dieser Art im Großherzogtum Baden. Nach Erlass des Genossenschaftsgesetzes in Baden 1870 wurde sie als Genossenschaft übergeführt und in Gewerbebank Heidelberg umbenannt. 1919 erfolgte die Umfirmierung zur Handels- und Gewerbebank („H+G-Bank“). Mitte der 1960er Jahre begann innerhalb des genossenschaftlichen Banksektors ein Konzentrationsprozess, der im Jahr 1971 zur Verschmelzung der Dachverbände von Volksbanken und Raiffeisenbanken führte. Im Rahmen dieser Entwicklung fusionierte die Handels- und Gewerbebank 1976 mit der Raiffeisenbank Heidelberg-Handschuhsheim. 2000 fusionierte die Bank mit der Volksbank Ziegelhausen und 2001 mit der Volksbank Kurpfalz; im Jahr 2009 kam die Volksbank Neckar-Bergstraße in Schriesheim hinzu. 2015 wurde die Bank in Volksbank Kurpfalz eG umbenannt. 2020 fusionierte die Volksbank Kurpfalz mit der Volksbank Weinheim eG.

## Aus- und Weiterbildung
Das Ausbildungsangebot der Volksbank Kurpfalz eG reicht von der 2,5-jährigen Ausbildung zum Bankkaufmann über die verkürzte Ausbildung zum Finanzassistenten bis hin zum Hochschulstudium an der DHBW zum Bachelor of Arts. Eine kontinuierliche Fort- und Weiterbildung der Mitarbeiter ist wesentlicher Bestandteil der Geschäftsstrategie der Genossenschaftsbank.

## Genossenschaftliche Finanzgruppe der Volksbanken Raiffeisenbanken
Die Bank ist Teil der genossenschaftlichen Finanzgruppe Volksbanken Raiffeisenbanken und Mitglied beim Bundesverband der Deutschen Volksbanken und Raiffeisenbanken (BVR) sowie dessen Sicherungseinrichtung. Der gesetzliche Prüfungsverband ist der Baden-Württembergischer Genossenschaftsverband.

## Gesellschaftliches Engagement
Traditionell übernimmt die Volksbank Kurpfalz als regionaler Förderer gesellschaftliche Verantwortung in Sozialem, Sport und Kultur.